# Kung Fu Panda Holiday
Kung Fu Panda Holiday is een korte Amerikaanse animatiefilm uit 2010, en werd geproduceerd door DreamWorks Animation en geregisseerd door Tim Johnson. De film is een spin-off van de speelfilm Kung Fu Panda, en werd door de televisiezender NBC voor het eerst uitgezonden op 24 november 2010. De film wordt ook wel naar een televisiespecial vernoemd voor rond de feestdagen. De stemmen worden net als bij de speelfilms ingesproken door de originele cast.

## Verhaal
Panda Po favoriete feestdag is het winterfeest, waarmee hij elk jaar met zijn vader Mr. Ping de versieringen ophangt en samen doet koken en soep serveert aan de dorpelingen. Maar dit jaar moet Po kiezen tussen zijn familie en het winterfeest in de Jade Palace, waarmee hij zijn gastheerplicht moet bijwonen als Dragon Warrior.

## Rolverdeling
| Acteur         | Personage    |
| -------------- | ------------ |
| Jack Black     | Po           |
| Dustin Hoffman | Shifu        |
| Angelina Jolie | Tigress      |
| Seth Rogen     | Mantis       |
| Lucy Liu       | Viper        |
| David Cross    | Crane        |
| Jackie Chan    | Monkey       |
| James Hong     | Mr. Ping     |
| Jack McBrayer  | Wo Hop       |
| Dan Fogler     | Zeng         |
| Jonathan Groff | Master Rhino |
| Conrad Vernon  | Boar         |